# أليس دو لونكسانغ
أليس دو لونكسانغ (بالفرنسية: Alice de Lencquesaing)‏ هي ممثلة فرنسية ولدت في يوم 11 أغسطس 1991 في مدينة باريس عاصمة فرنسا، مثلت في عدة أفلام ومسلسلات منذ سنة 2003 أشهرها فلم Summer Hours في سنة 2008.

## روابط خارجية
- أليس دو لونكسانغ على موقع IMDb (الإنجليزية)
- أليس دو لونكسانغ على موقع ألو سيني (الفرنسية)
- أليس دو لونكسانغ على موقع أول موفي (الإنجليزية)
- أليس دو لونكسانغ على موقع قاعدة بيانات الأفلام السويدية (السويدية)
- أليس دو لونكسانغ على موقع قاعدة بيانات الفيلم (الإنجليزية)
- أليس دو لونكسانغ على موقع كينوبويسك (الروسية)